# Франц Вільгельм Прусський
Принц Франц Вільгельм Віктор Крістоф Штефан Прусський (нім. Franz Wilhelm Victor Christoph Stephan Prinz von Preußen; нар. 3 вересня 1943, Грюнберг) — німецький підприємець.

## Біографія
Народився в місті Грюнберг (Сілезія). Старший син принца Карла Франца від першого шлюбу з княжною Генрієттою фон Шенайх-Каролат (1918—1972). У нього був брат-близнюк, принц Фрідріх Крістіан, який помер через 3 тижні після народження. У вересні 1946 роки батьки Франца Вільгельма розлучилися.
Вивчав юриспруденцію та економіку в університетах Майнца і Франкфурта-на-Майні, потім працював за кордоном.
У 2002 році принц Франц Вільгельм разом з Теодором Танценом заснував інвестиційну компанію Prinz von Preussen, яка реставрує старі будівлі в Німеччині. У 2004 році він придбав берлінську королівську фабрику порцеляни, тим самим запобігши її банкрутству. Окрім цього, був членом редакційної колегії відтвореного Готського альманаху.

## Сім'я
На одному з прийомів в резиденції Глави Прусського Королівського Дому принца Луї Фердинанда познайомився з великою княжною Марією Володимирівною Романовою (1953), єдиною дочкою великого князя Володимира Кириловича Романова і його дружини Леоніди Георгіївни. Незабаром пара вирішила укласти шлюб. На зустрічі з батьками нареченої принц Франц Вільгельм отримав їх схвалення і висловив згоду прийняти на себе зобов'язання як майбутнього чоловіка Глави Російського Імператорського Дому, що мало на увазі прийняття православної аіри. Заручини відбулася 11 липня 1976 року на Романівській віллі «Кер Аргонід» у Сен-Бріак.
21 липня 1976 року Франц Вільгельм в російській Свято-Сергіївській церкві в Парижі через миропомазання перейшов в православну віру з ім'ям Михайло Павлович. У той же день Володимир Кирилович подарував йому титул великого князя. Підписав шлюбний договір, згідно з яким зобов'язався виховувати потомство в православній вірі і заздалегідь визнав приналежність своїх майбутніх дітей від цього шлюбу до дому Романових.
4 вересня 1976 року в Дінарі був офіційно оформлений шлюб. Церковна шлюбна церемонія за православним обрядом відбулася 22 вересня 1976 року в Мадриді в церкві Святих Апостола Андрія Первозванного і Великомученика Димитрія Солунського.
У шлюбі народився єдина дитина — великий князь Георгій Михайлович Романов (13 березня 1981, Мадрид), що розглядається частиною російських монархістів як законний спадкоємець трону.
З 1984 року проживав в Мадриді. У 1985 році шлюб був розірваний, після чого Франц Вільгельм втратив великокнязівський титул і повернувся до свого початкового титулу принца Прусського, залишившись при цьому в православній вірі. Російська православна церква розірвала шлюб в червні 1986 року.
У 2019 одружився вдруге з давньою подругою Надією Нур.

## Титули
- Його Королівська Високість Принц Франц Вільгельм Прусський (3 вересня 1943 — 22 вересня 1976, з 19 червня 1986)
- Його Імператорська і Королівська Високість Великий Князь Михайло Павлович, Принц Прусський (22 вересня 1976 — 19 червень 1986)

## Нагороди
- Орден Чорного орла з ланцюгом (Гогенцоллерни)
- Константинівський орден Святого Георгія, великий хрест (Неаполітанські Бурбони)
- Орден Андрія Первозванного (Романови; 21 липня 1976)